# Sielec (rejon tyśmienicki)
Sielec (ukr. Сілець) – wieś na Podolu, w dorzeczu Bystrzycy na Ukrainie, stanowi część gminy Jamnica w rejonie iwanofrankiwskim obwodu iwanofrankiwskiego, założona w 1785 r.

## Historia
Lokacja osady Sìlec' na prawie wołoskim w 1438.

W I Rzeczpospolitej Sielec należał do ziemi halickiej w województwie ruskim.

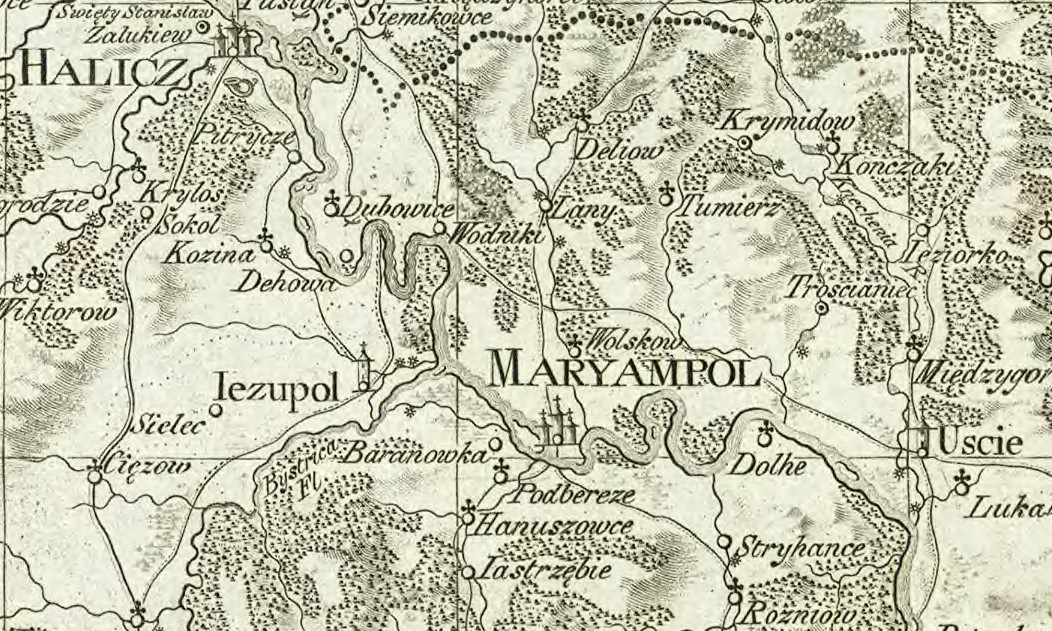
Sielec na zach. od Jezupola 1824

W okresie Królestwa Galicji i Lodomerii wieś należała do klucza marjampolskiego księżnej Anny Jabłonowskiej. 
W II Rzeczpospolitej miejscowość należała do gminy wiejskiej Jezupol w powiecie stanisławowskim województwa stanisławowskiego.
Po II wojnie światowej teren włączony w struktury ZSRR, Ukraińska Socjalistyczna Republika Radziecka.
Od 1991 r. należy do Ukrainy.
Wieś leży przy drodze regionalnej P20, liczy 1319 mieszkańców.